# (19462) Ulissedini
(19462) Ulissedini est un astéroïde de la ceinture principale.

## Description
(19462) Ulissedini est un astéroïde de la ceinture principale. Il fut découvert le 27 avril 1998 à Prescott (Arizona) par Paul G. Comba. Il présente une orbite caractérisée par un demi-grand axe de 2,91 UA, une excentricité de 0,10 et une inclinaison de 2,2° par rapport à l'écliptique.

## Compléments